# Choguel Kokalla Maïga
Choguel Kokalla Maïga (1958) é um político Maliano, primeiro-ministro interino do Mali de 2 de junho de 2021 a 21 de novembro de 2024 e presidente do partido político Movimento Patriótico pela Renovação.
Anteriormente, atuou no governo como Ministro da Indústria e Comércio de 2002 a 2007 e, posteriormente, como Ministro da Economia Digital, Informação e Comunicação de 2015 a 2016.

## Biografia
Nascido em Tabango, na Região de Gao, Maïga é engenheiro de telecomunicações de profissão e aliado próximo de Moussa Traoré. Ele já foi membro da União Nacional da Juventude do Mali. Em fevereiro de 1997, ele se tornou presidente do Movimento Patriótico pela Renovação, um partido político do Mali. Em 2002 ele candidatou-se à presidência, obtendo 2,73% dos votos no primeiro turno antes de desistir e apoiar Amadou Toumani Touré. Na eleição legislativa do mesmo ano, ele se alinhou com o partido Rally pelo Mali de Ibrahim Boubacar Keïta e com o Congresso Nacional pela Iniciativa Democrática, ambos parte da coalizão maior Hope 2002. Maïga foi Ministro da Indústria e Comércio no governo de Ahmed Mohamed ag Hamani, servindo nessa capacidade de 16 de outubro de 2002 a 28 de abril de 2004;  ele permaneceu no cargo sob Ousmane Issoufi Maïga, servindo de 2 de maio de 2004 até 27 de setembro de 2007.
Em dezembro de 2005, Maïga era o representante do Mali nas negociações comerciais Hong Kong da OMC Rodada de Doha. Com o algodão e os subsídios aos alimentos no mundo desenvolvido afetando drasticamente a economia do Mali, Maïga foi citado dizendo "Os EUA e a UE são como elefantes lutando. Somos como a grama sob seus pés".
Nas eleições presidenciais de 2007, Maïga não se candidatou, apoiando mais uma vez Amadou Toumani Touré. Após a reeleição de Touré, Maïga foi nomeado Diretor da Comissão Reguladora de Telecomunicações (CRT, mais tarde conhecida como AMRTP) em janeiro de 2008. Ele permaneceu nesse cargo até ser nomeado para o governo como Ministro da Economia Digital, Informação e Comunicação em 10 de janeiro de 2015. Ele foi demitido do governo em 7 de julho de 2016.
Em 28 de maio de 2021, logo após seu golpe contra N'Daw e Moctar Ouane, o coronel Assimi Goïta anunciou que o posto de primeiro-ministro voltaria ao M5. No dia seguinte, Goïta teria falado sobre seus planos de nomear Choguel Maïga para o cargo.